# Syndroom van Swyer
Het syndroom van Swyer, ook wel XY-gonadale dysgenesie genoemd, is een type hypogonadisme waarbij er geen functionele gonaden (geslachtsklieren: eierstokken of zaadballen) aanwezig zijn om de puberteit te veroorzaken bij een persoon met een vrouwelijk fenotype en een mannelijk karyotype (XY). Dit leidt tot hypoplastische en niet functionerende gonaden. De aandoening komt ca. 1 keer per 100.000 geboorten voor. Het syndroom werd voor het eerst beschreven in 1955 door de endocrinoloog Gerald Swyer. 
Het syndroom van Swyer wordt gezien als een pure gonadale dysgenesie. Bij deze aandoening is er sprake van een normale set geslachtschromosomen (46,XX of 46,XY), in tegenstelling tot vormen van gonadale dysgenesie waarbij een (deel van het) tweede geslachtschromosoom ontbreekt, zoals het syndroom van Turner (45,X).
Omdat puberteit vaak uitblijft bij personen met het syndroom van Swyer, kan er na de diagnose begonnen worden met hormoonbehandeling. Door hormonen, waaronder oestrogeen, toe te dienen kan er toch borstvorming optreden. Soms hebben XY-personen toch een baarmoeder en sommige XY-vrouwen zijn zelfs bevallen van een kind. Dit is echter zeer zeldzaam. Er was ook een meisje met het syndroom van Swyer dat normale eierstokken en een baarmoeder had, ondanks haar mannelijke genotype.